# Salvador Mota
Pour les articles homonymes, voir Mota.
Salvador Mota Romero (né le 10 avril 1922 à Guadalajara au Mexique et mort le 10 février 1986 à Mexico) est un joueur de football mexicain, qui évoluait en tant que gardien de but.

## Biographie

### Club
On sait peu de choses sur sa carrière de joueur, sauf peut-être qu'il a tout d'abord évolué pour le Chivas de Guadalajara.
Il a ensuite évolué au CF Atlante.

### Sélection
Au niveau de sa carrière en sélection, il a disputé la coupe du monde 1954 en Suisse avec l'équipe du Mexique.